# Munich Animals
Munich Animals sind eine deutsche Powerchair Hockey (früher Elektro-Rollstuhl-Hockey; kurz: E-Hockey) Mannschaft aus München. Die Munich Animals spielen seit der Gründung des Ligaspielbetriebs (2005) mit einer Mannschaft in der Bundesliga.

## Geschichte
Erste Versuche im Elektrorollstuhl-Hockey entstanden Anfang der 1970er Jahre auf dem Schulhof der Pfennigparade in München. Seit 1982 wird ein regelmäßiges Training angeboten und 1986 spielte die Mannschaft ihr erstes E-Hockeyturnier in Neckargemünd bei Heidelberg. 1990 wechselten die Münchner, Teamname „Munich Animals“, den Verein und schlossen sich dem TSV Forstenried an.
1994 wurden die Münchner das erste Mal Deutscher Meister, der damals noch in einem Turnier ermittelt worden ist. Der zweite Titel folgte im nächsten Jahr. Von 1997 bis 2004 waren sie achtmal hintereinander Meister. Die Animals waren Gründungsmitglied der Elektrorollstuhl-Bundesliga und gehören ihr seit 2005 ununterbrochen an. Es folgten 2011 und 2015 weitere Deutsche Meisterschaften. Mehrere Vize-Meisterschaften kamen dazu. Die Münchner zählen seit Jahren zu den Spitzenmannschaften im Powerchair-Hockey in Deutschland und in Europa und stellen immer wieder Spieler für die deutsche Powerchair-Hockey-Nationalmannschaft.

## Vereinsführung und Betreuerstab
(Stand: 1. Dezember 2017)
| Funktion                 | Name                  |
| ------------------------ | --------------------- |
| Abteilungsleiter         | Roland Utz            |
| Stellv. Abteilungsleiter | Stefan Utz            |
| Trainer                  | Christian Wolfsteiner |
| Mechaniker               | Alex Schreier         |

## Kader der Saison 2019/2020
| 17 | Slava Kolonitzki |  |  |
| 99 | David Gerstmayer |  |  |

| 18 | Julian Schorr     |  |  |
| 88 | Jens Henneboh     |  |  |
| 11 | Lennard Hölscher  |  |  |
| 77 | Stephan Mägele    |  |  |
| 19 | Josef Fleischmann |  |  |
| 06 | Emma Mörl         |  |  |

| 09 | Andreas Vogt      |  |  |
| 35 | Lucas Busel       |  |  |
| 15 | Marcel Willmes    |  |  |
| 10 | Roland Utz        |  |  |
| 33 | Sebastian Richter |  |  |
| 20 | Tim Treidy        |  |  |
| 08 | Stefan Utz        |  |  |
| 07 | Kai Bussmann      |  |  |

## Ewige Torschützenliste
Die Ewige Torschützenliste enthält alle Torschützen der Munich Animals seit Bestehen der Bundesliga ab der Saison 2005/06. Diese wird von den Brüdern Roland und Stefan Utz angeführt.
| Pl.                     | Name              | Schläger     | Tore |
| ----------------------- | ----------------- | ------------ | ---- |
| 01.                     | Roland Utz        | Handschläger | 350  |
| 02.                     | Stefan Utz        | Handschläger | 233  |
| 03.                     | Tim Treidy        | Handschläger | 98   |
| 04.                     | Andreas Vogt      | Handschläger | 97   |
| 05.                     | Lucas Busel       | Handschläger | 31   |
| 06.                     | Sebastian Richter | Handschläger | 13   |
| 07.                     | Marcel Wilmes     | Handschläger | 9    |
| 08.                     | Julian Schorr     | Festschläger | 3    |
|                         | Holger Link       | Handschläger | 3    |
| 10.                     | Andre Schwaben    | Handschläger | 1    |
| Stand: 12. Oktober 2019 |                   |              |      |

## Erfolge

### National
- Deutscher Meister: 1994, 1995, 1997, 1998, 1999, 2000, 2001, 2002, 2003, 2004, 2011 und 2015
- Bayerische Meister: 1988, 1997, 2001, 2002, 2016

### Internationale Turniere
- Munich-Cup: 1990, 1991, 1992, 1993, 1994, 1995, 1996
- Römer-Cup Ladenburg: 1988, 1990, 1993, 1999, 2005
- Euro-Cup Güstrow: 2001
- Zürich/Schweiz: 2000, 2003
- Arnheim/Niederlande: 1989
- St. Gallen/Schweiz: 1994